# Ecuador vid världsmästerskapen i friidrott 2023
Ecuador tävlade vid världsmästerskapen i friidrott 2023 i Budapest i Ungern mellan den 19 och 27 augusti 2023.

## Medaljörer
| Medalj | Namn          | Gren                        | Datum      |
| ------ | ------------- | --------------------------- | ---------- |
| Silver | Brian Pintado | Herrarnas 35 kilometer gång | 24 augusti |

## Resultat
Ecuadors trupp bestod av 17 idrottare.

### Herrar
Gång- och löpgrenar
| Idrottare     | Gren              | Final        | Final     |
| Idrottare     | Gren              | Resultat     | Placering |
| ------------- | ----------------- | ------------ | --------- |
| Segundo Jami  | Maraton           | 2:16.49      | 36        |
| David Hurtado | 20 kilometer gång | 1:20.07      | 19        |
| Jordy Jiménez | 20 kilometer gång | 1:20.08 0PB0 | 20        |
| Brian Pintado | 20 kilometer gång | 1:18.26 0PB0 | 7         |
| Andrés Chocho | 35 kilometer gång | 0DNF0        | 0DNF0     |
| Brian Pintado | 35 kilometer gång | 2:24.34 0AR0 | 2         |

Teknikgrenar
| Idrottare         | Gren   | Kval    | Kval      | Final            | Final            |
| Idrottare         | Gren   | Distans | Placering | Distans          | Placering        |
| ----------------- | ------ | ------- | --------- | ---------------- | ---------------- |
| Juan José Caicedo | Diskus | 55,78   | 35        | Gick inte vidare | Gick inte vidare |

### Damer
Gång- och löpgrenar
| Idrottare           | Gren              | Försöksheat | Försöksheat | Semifinal        | Semifinal        | Final            | Final            |
| Idrottare           | Gren              | Resultat    | Placering   | Resultat         | Placering        | Resultat         | Placering        |
| ------------------- | ----------------- | ----------- | ----------- | ---------------- | ---------------- | ---------------- | ---------------- |
| Ángela Tenorio      | 100 meter         | 11,52       | 6           | Gick inte vidare | Gick inte vidare | Gick inte vidare | Gick inte vidare |
| Nicole Caicedo      | 200 meter         | 23,51       | 7           | Gick inte vidare | Gick inte vidare | Gick inte vidare | Gick inte vidare |
| Nicole Caicedo      | 400 meter         | 52,82       | 7           | Gick inte vidare | Gick inte vidare | Gick inte vidare | Gick inte vidare |
| Andrea Bonilla      | Maraton           | —           | —           | —                | —                | 0DNF0            | 0DNF0            |
| Rosa Chacha         | Maraton           | —           | —           | —                | —                | 2:42.00          | 51               |
| Silvia Ortiz        | Maraton           | —           | —           | —                | —                | 2:35.09          | 29               |
| Glenda Morejón      | 20 kilometer gång | —           | —           | —                | —                | 1:27.40 0SB0     | 6                |
| Johana Ordóñez      | 20 kilometer gång | —           | —           | —                | —                | 1:33.58          | 25               |
| Paula Milena Torres | 20 kilometer gång | —           | —           | —                | —                | 1:38.03          | 38               |
| Magaly Bonilla      | 35 kilometer gång | —           | —           | —                | —                | 2:47.09          | 9                |
| Karla Jaramillo     | 35 kilometer gång | —           | —           | —                | —                | 3:05.55          | 32               |
| Johana Ordóñez      | 35 kilometer gång | —           | —           | —                | —                | 2:54.58 0SB0     | 17               |

Teknikgrenar
| Idrottare      | Gren          | Kval    | Kval      | Final            | Final            |
| Idrottare      | Gren          | Distans | Placering | Distans          | Placering        |
| -------------- | ------------- | ------- | --------- | ---------------- | ---------------- |
| Juleisy Angulo | Spjutkastning | 55,27   | 25        | Gick inte vidare | Gick inte vidare |